# 文世光事件
文世光事件（ムン・セグァンじけん、문세광 사건）は、1974年8月15日に大韓民国（韓国）大統領・朴正煕夫人でファーストレディの陸英修が在日韓国人の文世光に射殺された事件である。この事件では同時に、式典に合唱団の一員として参加していた女子高生の張峰華（当時17歳）も、朴大統領に迫る犯人に向けて応戦した大統領警護室のセキュリティポリスが撃った流れ弾に当たり死亡した。
この日は、韓国での日本からの独立記念日である光復節の祝賀行事がソウルの国立劇場で行われ、朴大統領夫妻が出席している時の出来事であった。

## 事件
「土台人」となって赤化統一を目指した文世光は、1973年10月頃、朴正熙大統領の暗殺計画を思い立った。同年5月、大阪湾に停泊中の北朝鮮の万景峰号の船中で、朝鮮労働党対外連絡部の工作指導員から朴大統領射殺の指令を受けた。
1973年11月に香港を旅行した際に、暗殺実行のための拳銃の入手に失敗したことから、
1974年7月18日に大阪市南区（現在の中央区）の高津派出所で拳銃2丁（S&W M36、ニューナンブM60）を盗み、
高校時代の知人である日本人女性を利用して、女性の夫名義による韓国への偽造ビザや偽造パスポートを作成するなど準備を着々と進め、同年8月6日に拳銃をトランジスタラジオの中身を抜いたケースにしのばせ韓国に入国した。文に狙撃を指令し資金を供与、偽装パスポートの作成指示、射撃訓練を行ったのは、大阪の在日本朝鮮人総聯合会（朝鮮総連）生野支部政治部長の金浩龍（キム・ホヨン）だった。
実行までは朝鮮ホテルに宿泊していたが、事件当日の朝、文世光はソウルパレスホテルのフォード車を借り上げ、正装を着て中折帽までかぶった重厚な身なりで、某商社のソウル支店長と待ち合わせている日本政府高官になりすました。高級車に乗っていたこともあってか、警備員からも全く疑われることなく、記念式典会場である南山の国立劇場に潜入した。
国立劇場の中へは本来招待状を持つ人しか入場できなかったが、劇場入口を守っていた警察官は、日本語を使う文世光を招請された外国人VIPと判断し、招待状がないにもかかわらず入れてしまった。
当初、文世光は朴夫妻が劇場に入場する際に狙撃することを試みたが、朴大統領が歓迎の子供たちに囲まれていたことから実行を断念した。
予定通り午前10時に式典が始まり、20分ほど経過した後に朴大統領が演壇で祝辞を読み上げ始めたところで、文世光は左側の腰に隠した拳銃を抜こうとしたが誤って引き金に触れ、自分の左側の太股に貫通傷を負ってしまった。ちなみにその時の銃声はスピーカーの音で消され、周囲は誰も気付かなかったという。それでも、文世光は朴大統領が祝辞を読みあげている途中で客席から立ち上がって通路を走り、20m先の壇上に向け2発目の弾を発砲したが、朴大統領は軍人出身ということもあり、銃声を瞬時に聞き分け、反射的に演壇の後ろに隠れ、難を逃れた。3発目の引き金を引いた際は不発だったが、直後、標的を失った文世光が立て続けに撃った4発目の弾が椅子に座っていた陸英修の脊髄に命中した。第1弾が発射されてからわずか7秒の出来事だった。最後の1発は、演壇の後方にある太極旗に当った。
陸英修はソウル大学付属病院に搬送されたが、5時間40分に及んだ手術もむなしく同日午後7時に死去した（49歳没）。ちなみに頭部付近に弾丸が命中し椅子から崩れ落ちるシーンは、アメリカの放送局であるCBSソウル支局のカメラクルーが撮影したものだった。
また、式典に合唱団の一員として参加し客席に座って演説を聴いていた女子高生の張峰華（当時17歳）も、ステージ上にいた警護員が張の客席付近を走っていた文世光に向けて射撃した際の流れ弾に当たって死亡した。
朴大統領は陸英修が重傷を負い病院に搬送されたにもかかわらず、「私は大丈夫です」と言って、麦茶を一杯飲み終えた後、何事もなかったかのように最後まで毅然と演説を続け、その場に居合わせた観衆からは大きな拍手が送られた。しかし、式典の終了と同時に病院に駆けつけ、陸英修の死亡を告げられた際にはその場で大声を上げて泣き崩れたという。
当日は、交通部長官白善燁の奔走と日本の全面的な技術支援を得て同日開業した 
韓国初の地下鉄、ソウル地下鉄1号線の記念式典も開かれる予定だった。工事関係者や在留邦人など多数の日本人が待機していたが、「犯人は日本人」と伝えられたため、全員避難させられ式典の式辞でも、日本の支援については全く触れられなかった。

## 裁判
10月7日に初公判が開かれ、文世光は法廷に立った。文世光は大筋で犯行を認め、10月19日の1審（死刑判決）、11月20日の2審（控訴棄却）、12月17日の大法院における終審の全てにおいて死刑が宣告された。
宣告から3日後の12月20日に、ソウル拘置所の処刑場において、拘置所長が文世光の死刑を確認する判決文を朗読した後、検事や牧師、刑務官など約10人の立ち会いのもと、「私が愚かでした。韓国で生まれたらこんな犯罪は犯していないでしょう。朴大統領に心から申し訳なく思うと伝えて下さい。国民にも申し訳なく思うと伝えて下さい。陸夫人と死亡した女子生徒の冥福をあの世に逝っても祈ります。朝鮮総連に騙されて、大きな過ちを犯した私は愚かであり、死刑に処せられて然るべきです」と涙ながらに最後の言葉を録音で残し、家族に対しては「母には、息子の不孝と期待に背いたことを申し訳なく思うと伝えて下さい」という遺言を残し、午前7時30分に死刑が執行された。

## 事件捜査

### 日本側
事件翌日の8月16日に、大阪府警本部は前述の日本人女性を旅券法違反の容疑等で逮捕すると同時に、文世光の自宅を捜索した。その際、大統領暗殺宣言と韓国革命を主張した「戦闘宣言」と題した論文や、盗難された拳銃2丁のうち1丁と弾丸などの証拠品を発見、押収したものの、国交がないため、在外公館でなく日本の主権が及ぶはずの朝鮮総連関連施設への捜査はウィーン条約に基づく治外法権を理由に行わなかった。

### 韓国側
8月17日に捜査当局は事件は朝鮮総連の指令、援助によって実行されたもので、逮捕された日本人女性とその夫、並びに金浩龍が共犯者であると発表し、日本政府に対して捜査協力を要請した。これに対して日本政府も、事件と朝鮮総連の関係は明白ではないとして慎重な姿勢をとっていたものの、国内法の許す範囲で捜査に協力することを決定した。

## 影響

### 事件後の日韓関係
韓国政府は、日本に永住する文世光が偽造された日本旅券で韓国に入国し、日本の大阪府内の派出所から盗んだ拳銃で朴大統領夫人を殺害したのだから、文の犯行についての責任は日本政府にあると主張した。しかし、日本政府は、文の行動に対する道義的および法的責任を否認し、韓国側を激怒させた。8月17日付の朝日新聞、同月18日付の読売新聞はいずれも社説で、自由に対する抑圧が招来した自業自得として朴政権を非難し、韓国側の怒りをさらに高めた。
謝罪のない日本側に対し、朴大統領は「日本は本当に友邦なのか？」と問いただし、ついには「中共だけが一番なのか。（日本と断交しても）安保、経済に問題はない」、「日本は赤化工作の基地となっている」という言葉まで出た。しかし、朴大統領の側近が「このまま断絶してしまえば、今までの苦労が水の泡になってしまう」と説得し、日韓双方で、
- 日本政府が遺憾の意を表明する。
- かかる事件の再発防止。
- 捜査についての日本政府の協力。
- 日本から特使派遣の合意をすること。

という内容で合意し、最悪の事態はまぬがれた。
事件から4日後の8月19日に執り行われた葬儀（国葬）において、式を終えて涙を拭いながら青瓦台へ戻る軍服姿の朴大統領の映像が日本においても配信され、日本からは田中角栄首相が出席した。その際、田中首相の「えらい目に遭われましたね」という言葉に朴大統領は憤慨したと言われている。
加えて、8月29日に木村俊夫外相が国会答弁の中で「客観的に見て、韓国には北朝鮮による脅威はない」と述べたことで、かねてから日本国内で引き起こされた金大中事件に対する日本からの非難を受けたことにより鬱積していた反日感情が一気に爆発、連日日本大使館前には抗議のデモ隊が押し寄せ、9月6日には群衆が日本大使館に乱入し日章旗を焼き捨てる事態にまで発展した。その後急速に関係は悪化し、国交断絶寸前にまで至った。
事態を見かねた日本政府は9月19日に自民党親韓派の重鎮として、韓国国内でも評価の高かった椎名悦三郎副総裁を政府特使として訪韓させ、日韓の友好関係を改めて確認することによって両国間での問題決着がはかられた。朴大統領は椎名との面談の席上で、「日本政府が私達を友邦と考えるなら、喪中にある大統領一家や国民が悲しみと怒りに満ちているこの時に…」とし、「日本が引き続き、こんな風な姿勢を取れば、友邦とは認められないのではないか」、「（日本の姿勢は）政治と外交、法律に関係なく、東洋の礼儀上、ありえないこと」、「日本外務省には秀才やエリート官僚が集まっていると聞いたが、どうやってこのような解釈ができるのか」など、激しい言葉で日本を糾弾した。退出した椎名副総裁は「長い公職での人生でこれほど罵倒されたことはなかった」と憤懣やるかたない表情で語り、付き添っていた金鍾泌首相があわててなだめる一幕もあったという。
韓国側はこの事件の処理に強い不信感を抱き、日本側に朝鮮総連への規制を求め事実上認めさせた。また、日本政府側が求めた金大中事件の容疑者引渡し等の全容解明を拒否し、事件の解明要求と引き換えに曖昧な政治決着で問題解決を図ろうとしたと言われている。
なお、日本を朝鮮総連による「赤化工作基地」とみなす認識は、反共的な韓国の保守派・右派にとっては長らく反日感情の源泉となった。

### 北朝鮮との関係
この事件は金正日に「在日韓国人がテロを起こしたらどのようになるか」という考えをもたらし、それが大韓航空機爆破事件で2人の北朝鮮工作員を日本人化させ、結果として日韓関係を打ち砕こうとする策略のヒントをもたらしたと言われる。
2012年7月5日の日本での講演会で『統一日報』の姜昌萬社長は、この事件以降、北朝鮮による日本における対南工作を韓国人から日本人に切り替える政策転換をしたのではないかとの見方を提出している。対南工作とは、北朝鮮による南朝鮮（韓国）工作のことで、朝鮮半島の赤化統一、共産化統一にもとづく工作のことである。姜社長は「いかにして済州島まで共産化するか、ということが彼らの基本的な路線です。その中で日本が対南工作の基地になったわけです」と同講演会で述べている。
1970年の第5次党大会でナンバー2の権力を得た金正日が当時対南工作の指揮をとっており、日本人拉致などもこのような韓国人から日本人へと工作対象を変換したことと関連していると姜は指摘している。

### 韓国国内での影響
朴正煕の長女だった朴槿恵（後に韓国大統領）は事件発生当時フランス留学中だったが、急遽帰国して教職に就くのを断念。亡くなった陸英修の代わりとして、ファーストレディを朴正煕暗殺まで代行することになる。また朴正煕の長男もこの事件の影響で成績不振に陥り、ソウル大学校進学を諦める代わりに陸軍士官学校に進むことになった。
一方、この事件の責任を負い、当時大統領警護室長に務めていた朴鐘圭が1974年8月15日をもって辞任、またソウル市長だった梁澤植も同じく責任を取って辞任した。そして、朴室長の後任は当時の国会議員である車智澈が第3代大統領警護室長として就任した。しかし、車は朴正煕大統領に対し忠誠心が極めて高いとされる人物とは言え、大統領の威勢とその信頼を借りて次第に横暴な振る舞いをし、警護室の本来の職域を超えて権力を誇示し濫用しはじめた。そのため、後のKCIA部長の金載圭をはじめとする多くの重臣と閣僚たちと対立が深まっていき、遂に1979年10月26日に勃発させた朴正煕暗殺事件の遠因となってしまう始末である。

### 金正日が北朝鮮の関与を明言
2002年、当時・ハンナラ党副総裁だった朴槿恵が北朝鮮を訪問した際、金正日総書記が北朝鮮の関与を認めて謝罪した。ただし「部下がやったことで自分は知らなかった」と述べた。そして、朴槿恵と金正日は「お互い二世同士、頑張りましょう」と打ち解けたという。

## その他

### 小説「夏の炎」
梁石日が文世光事件を題材にして小説「死は炎の如く」を2001年に発表し、後に「夏の炎」と改題され文庫化された。文をモデルにした在日の青年、宋義哲が主人公。70年代の大阪を舞台に、政治運動に身を投じる宋が、祖国へ思いを募らせながら謎の人物たちに導かれ、やがて学生時代の恋人と共に朴暗殺へと向かっていく。宋に目をつけ、大統領暗殺へと手引きする謎のグループの存在などフィクションと思われる要素を加えながらも、大阪の派出所から盗まれた拳銃で朴襲撃を実行に移すなどの実際の事件の詳細に沿ったストーリーが展開され、ベトナム戦争、朴政権とアメリカとの確執、金日成政権下の北朝鮮との関係、日本における政治運動や在日の人々の状況といった当時の国際関係や政治などを事件の背景に見ることができる。なお、梁石日は文世光に同胞として強い共感を抱いていると表明している。

### 三菱重工爆破事件
1974年8月14日、東アジア反日武装戦線は昭和天皇のお召し列車を鉄橋もろとも爆破しようとした「虹作戦」に失敗して、犯行は未遂に終わった。その翌日（光復節）に起きた文世光事件に彼らは衝撃を受け、『同志』（文中では文世光戦士）である文に呼応しなければならないと焦燥。標的を昭和天皇から日本帝国主義と防衛産業の象徴である三菱重工に変え、「ダイヤモンド作戦」の決行に至った。8月30日、三菱本社ビルが爆破され、多数の死傷者を出す大惨事となった。